# Wildgehege Glauer Tal

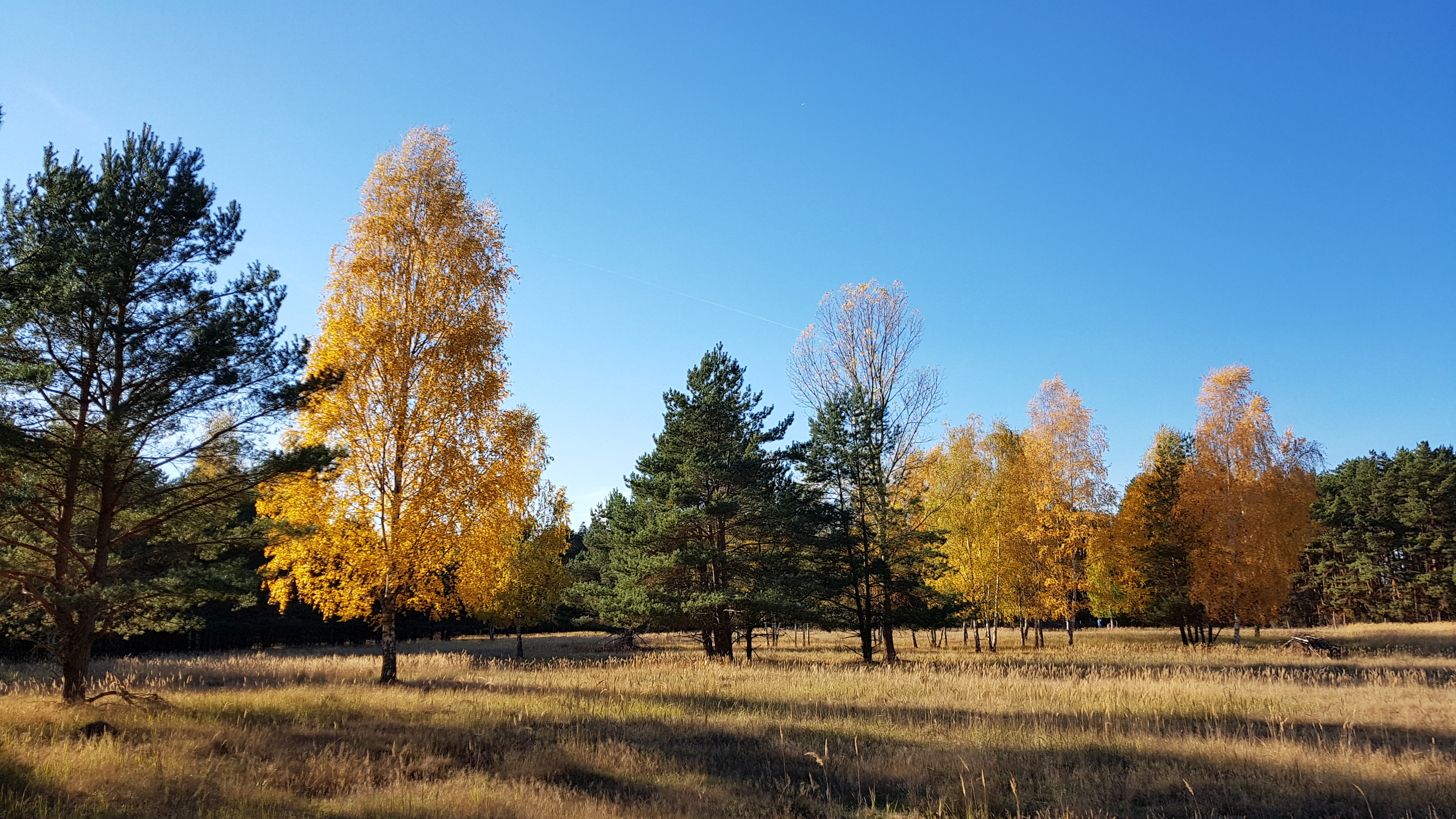
Wildgehege Glauer Tal

Das Wildgehege Glauer Tal ist ein rund 160 Hektar großer Wildpark in Glau, einem Ortsteil der Stadt Trebbin im Landkreis Teltow-Fläming in Brandenburg.

## Lage
Das Wildgehege liegt östlich des Dorfzentrums von Glau und grenzt im Westen an den Trebbiner Ortsteil Blankensee an. Südlich liegt der weitere Ortsteil Schönhagen. Das Gehege ist über die Blankenseer Chaussee erreichbar, die von Westen kommend in östlicher Richtung nach Löwendorf führt. Nordwestlich des Geheges befindet sich das NaturParkZentrum des Naturparks Nuthe-Nieplitz. Das Gelände ist mit einem Zaun eingefriedet.

## Geschichte

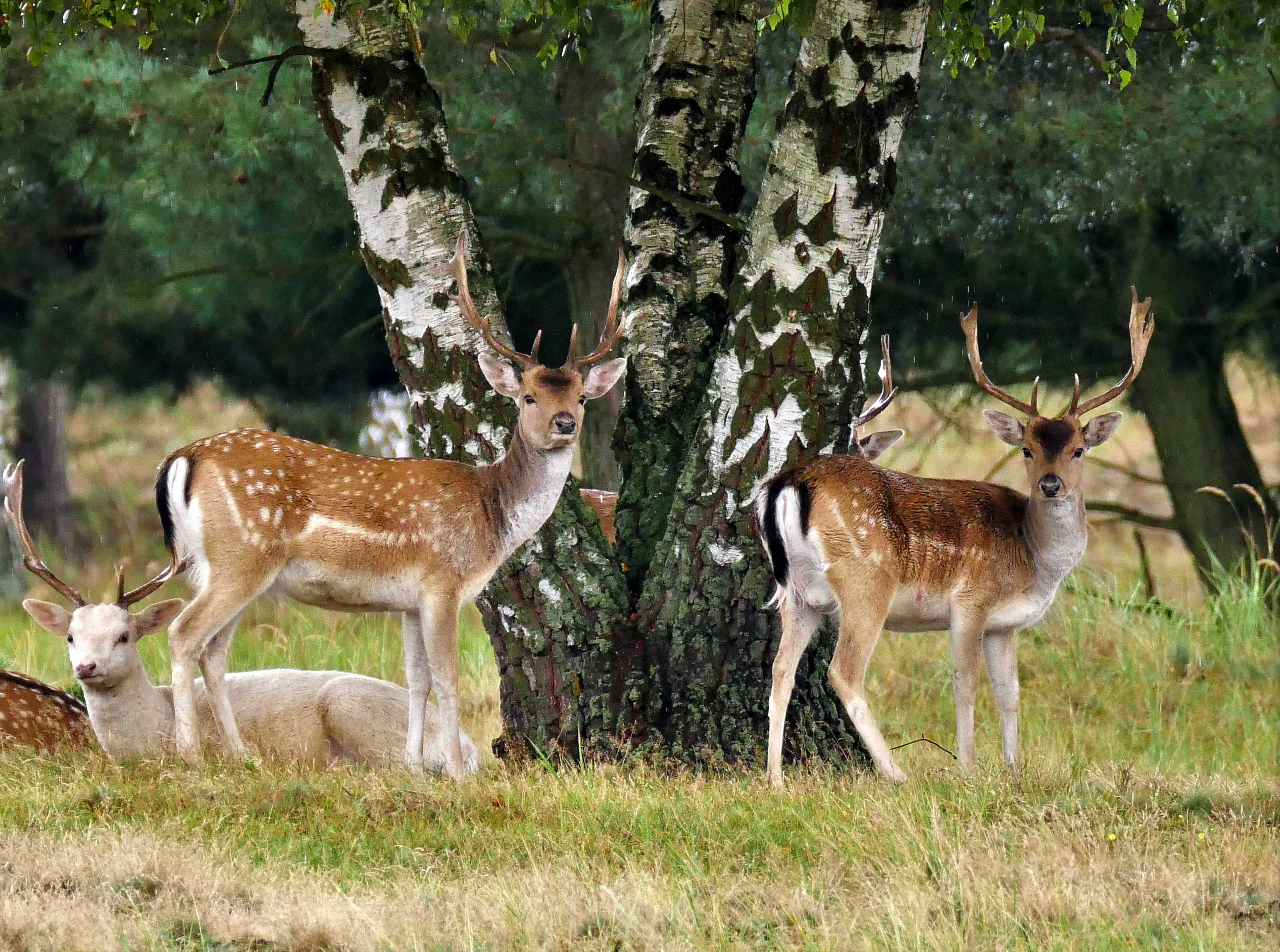
Damwild im Wildgehege

Nach dem Ende des Zweiten Weltkrieges wurden 1948 in Glau insgesamt 123,3 Hektar Fläche enteignet. Davon gingen 80 Hektar an die Rote Armee, die auf dem Gelände der Friedensstadt Weißenberg eine Garnison sowie einige Meter weiter südlich einen Truppenübungsplatz errichtete.
Nach der Wende gründete sich mit Wirkung zum 7. Februar 1991 in Potsdam der Landschafts-Förderverein Nuthe-Nieplitz-Niederung e. V., der zum Ziel hatte, einen Naturpark in der Region zu errichten. Im Jahr 1997 erhielt der Verein den Zuschlag, die Liegenschaft des ehemaligen Truppenübungsplatzes zu erwerben. Grundlage war ein vom Verein erstelltes Konzept Landschaftspflege und Erholungsvorsorge im Glauer Tal. Ein Jahr später errichtete der Verein ein Wildgehege, in dem jeweils 20 Rot- und Damhirsche sowie 20 Mufflons eingesetzt wurden. Diese sollten durch Tritt und Verbiss die Sukzession von Gehölzen auf den Offenflächen verhindern und damit die vorhandene Fauna und Flora erhalten. Diese bestanden im Jahr 1996 aus ausgedehnten mesophilen Ruderalfluren mit Möhren-Steinkleefluren, Rainfarn-Beständen und Land-Reitgrasfluren. Ohne weitere Eingriffe wäre diese Vegetation nach dem Ende der militärischen Nutzung durch Stauden, Kiefern, Birken, Espen und Robinien verdrängt worden. Durch die Beweidung blieben großräumige Sandtrockenrasen erhalten, auf denen das Silbergras, die Grasnelke und das Rote Straußgras gedeihen. Von 2010 bis 2012 wurde der ehemalige Kommandoturm zum Ausstellungs- und Aussichtsgebäude umgebaut. Im Jahr 2019 kam weiteres Damwild aus dem Franckepark in Berlin-Tempelhof in das Gehege, nachdem das dortige Gehege aufgelöst worden war. Im gleichen Jahr feierte das Wildgehege sein 20-jähriges Jubiläum.

## Fauna
In den vergangenen Jahren ist es gelungen, den Bestand an Brutvögeln zu erweitern: Im Jahr 2014 gab es 214 Reviere; fünf Jahre später waren es 250, die von 37 unterschiedlichen Brutvogelarten bevölkert wurden. Im Gebiet nisten mit zehn Revieren die Heidelerche sowie der Wiedehopf mit einem Brutpaar und der Bluthänfling, dessen Revieranzahl um drei Brutpaare schwankt. Nach ursprünglich acht Revieren der Goldammer waren im Jahr 2019 wieder 15 Reviere besetzt. Der Brachpieper sowie der Steinschmätzer konnten hingegen nicht mehr nachgewiesen werden. Die Planungen sehen vor, durch eine regelmäßige und zielgerichtete Bodenverwundung beiden Arten künftig ein geeignetes Habitat zu schaffen. Daneben gibt es stabile Bestände an Meisen, Spechten, Baumläufern, Buchfinken, Kernbeißer, dem Pirol und dem Eichelhäher.
Durch ein fehlendes Angebot an Blütenpflanzen bewegt sich die Individuendichte bei den Tagfaltern mit 19 nachgewiesenen Arten auf einem geringen Niveau. Nachgewiesen wurden der Kleine Sonnenröschen-Bläuling, der Ockerbindige Samtfalter sowie der Kleine und Braune Feuerfalter. Die Kleine Rostbinde wurde 2015 noch zufällig gefunden, war 2019 jedoch nicht mehr nachzuweisen. Dafür sind in den letzten Jahren mit dem Grünwidderchen und dem Spiegelfleck-Dickkopffalter zwei neue Arten ins Wildgehege hinzugekommen.
Im Bereich der Silbergrasfluren konnten nach zunächst sechs mittlerweile acht Heuschreckenarten nachgewiesen werden, darunter die Blauflügelige Sandschrecke, die Westliche Beißschrecke sowie die Italienische Schönschrecke. In den Gras- und Staudenfluren wurden elf Heuschreckenarten nachgewiesen; hinzu kommt die Zweifarbige Beißschrecke, die in den höherwüchsigen Vegetationsbeständen lebt. Auf der Feuchtwiese war der Bestand von zuvor 15 Arten auf elf zurückgegangen: der Sumpfgrashüpfer und die Säbel-Dornschrecke waren nicht mehr vertreten. Experten führen den Rückgang auf die extrem niederschlagsarmen Jahre 2018 und 2019 zurück.
In nur drei Begehungen konnten im Jahr 2019 insgesamt 79 Stechimmenarten nachgewiesen werden, davon alleine 60 auf einer neu gestalteten Fläche, die für den Brachpieper vorgesehen war. Die größte Teilordnung stellen die Grabwespen dar, die mit 31 Arten vertreten sind. Durch die fehlenden Blütenpflanzen sind Wildbienen seltener vertreten.

## Flora
Auf den offenen Sandflächen wurden ab 2016 der Lämmersalat sowie der Kleinfrüchtige Ackerfrauenmantel nachgewiesen, die beide in Brandenburg als gefährdet gelten. Als teilweise gefährdet gelten das Zwerg-Filzkraut, die Nelken-Haferschmiele und der Mäuseschwanz-Federschwingel. Geschützt sind die Sand-Strohblume, die bereits erwähnte Grasnelke sowie die Heide-Nelke. In einem Kiefernbestand wächst die Traubige Graslilie.